# Deepwater (film, 2016)
Pour les articles homonymes, voir Deepwater (homonymie).
Pour plus de détails, voir Fiche technique et Distribution.
Deepwater ou Crise à Deepwater Horizon au Québec (Deepwater Horizon) est un film catastrophe américain réalisé par Peter Berg et sorti en 2016. Il revient sur l'explosion de la plate-forme pétrolière Deepwater Horizon, survenue le 20 avril 2010.
Le film reçoit une nomination aux Oscars en 2017, pour les meilleurs effets visuels.

## Synopsis
Mike Williams (Mark Wahlberg) travaille comme électricien sur la plate-forme Deepwater Horizon située dans le golfe du Mexique. Entre Mike Williams et son patron Jimmy Harrell (Kurt Russell), l'entente est parfaite car le premier connaît le professionnalisme du second. Les deux hommes ne font pas confiance en revanche à la société locataire dirigée par Donald Vidrine (John Malkovich), qui ne pense qu'au profit au détriment de la sécurité de toute l'équipe.
Vidrine met la pression sur l'équipe car il veut rattraper le retard pris sur le forage en raison de problèmes d'intégrité du sol. Une mauvaise manœuvre technique, motivée par l'argent, provoque un effroyable accident. Alors qu'une éruption de pétrole se produit et que le puits s'enflamme, Mike et ses collègues vont tenter de sauver la plate-forme et leur vie.

## Fiche technique
Sauf indication contraire, les informations mentionnées dans cette section peuvent être confirmées par la base de données cinématographiques IMDb,  présente dans la section « Liens externes ».
- Titre français : Deepwater
- Titre québécois : Crise à Deepwater Horizon
- Titre original : Deepwater Horizon
- Réalisation : Peter Berg
- Scénario : Matthew Michael Carnahan et Matthew Sand, d'après une histoire de Matthew Sand et un article de David Rohde et Stephanie Saul paru dans The New York Times
- Musique : Steve Jablonsky
- Direction artistique : Chris Seagers
- Décors : Victor J. Zolfo
- Costumes : Kasia Walicka-Maimone
- Photographie : Enrique Chediak
- Montage : Colby Parker Jr.
- Effets spéciaux : Industrial Light & Magic
- Production : Lorenzo di Bonaventura, Mark Vahradian (en), et David Womark

Producteurs délégués : Jonathan King, Jeff Skoll et Mark Wahlberg
- Sociétés de production : Di Bonaventura Pictures et Participant Media, Lionsgate, Closest to the Hole Productions, Imagenation Abu Dhabi FZ, Leverage Entertainment
- Sociétés de distribution : Lionsgate (Monde), Summit Entertainment (États-Unis), SND (France)
- Budget : 110 000 000 $[1]
- Pays de production :  États-Unis
- Langue originale : anglais
- Format : couleur - son DTS
- Genre : catastrophe
- Durée : 107 minutes
- Dates de sortie[2] :
  - Canada : 16 septembre 2016 (festival international du film de Toronto)
  - États-Unis : 30 septembre 2016
  - France : 12 octobre 2016

## Distribution
- Mark Wahlberg (VF : Bruno Choël ; VQ : Martin Watier) : Mike Williams, chef technicien en électronique
- Kurt Russell (VF : Philippe Vincent ; VQ : Jean-Luc Montminy) : Jimmy « Monsieur Jimmy » Harrell, Responsable de la plateforme Transocean
- Gina Rodriguez (VF : Claire Morin ; VQ : Annie Girard) : Andrea Fleytas, agent de positionnement de la plateforme Transocean
- John Malkovich (VF : Dominique Collignon-Maurin ; VQ : François Godin) : Donald Vidrine, Responsable des puits BP
- Dylan O'Brien (VF : Jean-Christophe Dollé ; VQ : Xavier Dolan) : Caleb Holloway, Mécanicien tuyau de raccordement dans le puits de forage
- Kate Hudson (VF : Barbara Kelsch ; VQ : Camille Cyr-Desmarais) : Felicia Williams, la femme de Mike
- Douglas M. Griffin (VF : Stefan Godin) : Landry, Capitaine du Damon B. Bankston
- David Maldonado (VF : Stéphane Bazin ; VQ : Olivier Visentin) : Curt Kutcha, Capitaine de navigation Transocean
- James DuMont (VF : Jérôme Wiggins ; VQ : Michel M. Lapointe) : Pat O'Bryan, Vice-President des opérations de forage BP
- Joe Chrest (VF : Renaud Heine ; VQ : Pierre Auger) : David Sims, Responsable des opérations de forage BP
- Brad Leland (VF : Igor de Savitch ; VQ : Manuel Tadros) : Bob Kaluza, Responsable des puits BP
- J. D. Evermore : Dewey A. Revette, foreur
- Henry Frost : Shane M. Roshto, Mécanicien tuyau de raccordement dans le puits de forage
- Terry Milam : Keith Blair Manuel, Ingénieur salle des boues
- Garrett Kruithof : Karl Kleppinger Jr., Mécanicien tuyau de raccordement dans le puits de forage
- Michael Howell : Roy Wyatt Kemp, assistant responsable boue de forage
- Ronald Weaver : Donald « Duck » Clark, assistant foreur
- Ethan Suplee (VF : Bruno Magne ; VQ : Thiéry Dubé) : Jason Anderson, Responsable senior du forage
- Jason Pine (VF : Loïc Houdré ; VQ : Jacques Lavallée) : Stephen Ray Curtis, assistant foreur
- Jonathan Angel (VF : Gilles Morvan ; VQ : Frédérik Zacharek) : Gordon Jones, ingénieur salle des boues
- Jeremy Sande : Adam Weise, Mécanicien tuyau de raccordement dans le puits de forage
- Jason Kirkpatrick (VF : Jean-Luc Atlan ; VQ : Jacques Lussier) : Aaron Dale Burkeen, grutier
- Peter Berg : M. Skip (caméo)
- Robert Walker Branchaud : Doug Brown, Chef mécanicien
- Patrick Arabie (VF : Jérémy Bardeau ; VQ : Louis-Philippe Berthiaume) : Patrick, Chef mécanicien

 Source et légende : version française (VF) sur RS Doublage et selon le carton du doublage français sur le DVD zone 2.

## Production

### Genèse et développement
En mars 2011, il est révélé que Summit Entertainment, Participant Media et Image Nation ont acquis les droits de l'article Deepwater Horizon's Final Hours du New York Times écrit par David Barstow, David S. Rohde et Stephanie Saul, publié le 25 décembre 2010 et revenant sur l'explosion de Deepwater Horizon et ses conséquences. Matthew Sand est engagé comme scénariste avec Lorenzo di Bonaventura à la production.
En juillet 2012, Ric Roman Waugh entre en négociation pour réaliser le film. Quelques jours plus tard, J. C. Chandor est finalement engagé comme réalisateur, alors que Matthew Michael Carnahan a écrit une seconde version du script. En janvier 2015, Peter Berg remplace finalement J. C. Chandor qui quitte le projet pour des divergences artistiques.

### Attribution des rôles

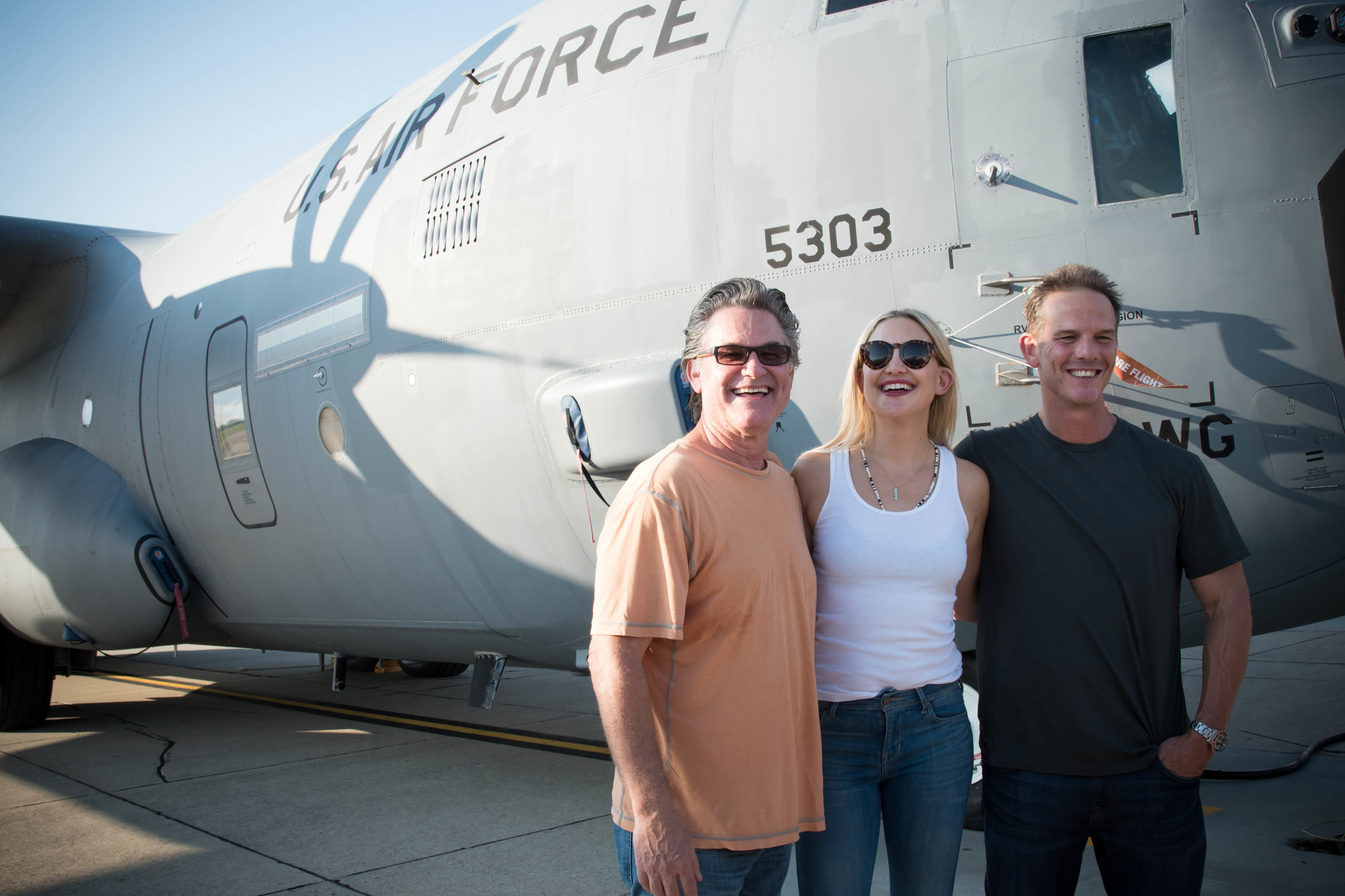
Les acteurs Kurt Russell et Kate Hudson ainsi que le réalisateur Peter Berg à la Keesler Air Force Base en 2016, pour la promotion du film.

En août 2014, Mark Wahlberg décroche le rôle principal. Il avait déjà tourné sous la direction de Peter Berg dans Du sang et des larmes (2013).
En mars 2015, Gina Rodriguez obtient le rôle féminin principal, celui d'Andrea Fleytas. Dylan O'Brien décroche ensuite le rôle de Caleb Holloway, le plus jeune membre de l'équipage de la plateforme. Kurt Russell rejoint ensuite la distribution du film. John Malkovich est quant à lui confirmé dans le rôle d'un représentant de BP. En mai 2015, Kate Hudson est choisie pour interpréter la femme du personnage de Mark Wahlberg. C'est la première fois qu'elle joue au cinéma avec Kurt Russell, qui l'a élevée avec Goldie Hawn.

### Tournage
Le tournage débute le 27 avril 2015, à La Nouvelle-Orléans. Les scènes des bureaux de BP sont tournées à Liverpool en septembre 2015.
La production a négocié avec la société BP pour tourner sur l'une de ses plate-formes. Après le refus de la compagnie pétrolière, il a fallu en construire une pour les besoins du film. Une portion importante de Deepwater a donc été reconstituée à 85 % de la taille réelle et a nécessité le travail de 85 soudeurs. Le décor principal pesait 1 315 tonnes et contenait même un véritable héliport.
Mike Williams, qui est incarné à l'écran par Mark Wahlberg, a été engagé comme consultant durant le tournage.

### Musique
La musique du film est composée par Steve Jablonsky, fidèle collaborateur de Peter Berg.
Liste des titres
1. Taming the Dinosaurs - 4:11
2. The Rig - 4:48
3. The Monster - 3:00
4. Hope Is Not a Tactic - 3:53
5. Negative Pressure Test - 4:56
6. Well From Hell - 4:34
7. Cut the Pipe - 5:33
8. Mud - 5:18
9. Stop the Crane - 2:02
10. Fire on the Rig - 3:15
11. Burn or Jump - 5:08
12. Roll Call - 4:47
13. Home - 3:11
14. Take Me Down (interprété par Gary Clark, Jr.) - 4:47

## Accueil

### Accueil critique
Aux États-Unis, le film reçoit des critiques globalement positives. Sur l'agrégateur américain Rotten Tomatoes, Deepwater obtient 83 % d'opinions favorables, pour 252 avis compilés. Sur Metacritic, il décroche une moyenne de 68⁄100 pour 52 critiques.
En France, le site Allociné propose une note moyenne de 3,3⁄5 à partir de l'interprétation de critiques provenant de 19 titres de presse.
L'avis de Ouest-France est plutôt positif et décrit le film comme « pas très fin, mais vraiment très impressionnant ». Caroline Vié de 20 minutes le voit quant à elle comme « un divertissement haletant tout autant qu’un avertissement ». Dans Le Figaro, Étienne Sorin écrit notamment « On croyait le film catastrophe un genre usé jusqu'à la corde, voire surtout bon à produire des films catastrophiques. Peter Berg lui redonne un peu d'âme ; il en connaît les rouages et les limites. Avant tout, il respecte un principe fondamental : retarder au maximum le début des hostilités, tendre comme un arc la partie qui précède le cataclysme ». Jean Serroy du Dauphiné libéré pense que c'est un film qui « a le mérite de dénoncer sans détours la politique industrielle de la compagnie pétrolière responsable ». Dans L'Obs, Nicolas Schaller écrit quant à lui « Mark Wahlberg joue le chef électricien et bon père de famille, Kurt Russell porte une grosse moustache. Ils sont les héros ordinaires de ce drame d'action, efficacement mené, à la gloire des prolos qui bossent et se tuent littéralement à la tâche à cause de l'incompétence des patrons et du cynisme de leurs actionnaires ». Olivier Lamm de Libération voit dans Deepwater plus qu'un film catastrophe : « De l’archive audio en introduction à la longue scène de conclusion qui ausculte la naissance du traumatisme, Deepwater est finalement moins un film catastrophe qu’un plaidoyer pour la classe ouvrière, au premier rang du désastre capitaliste en cours ». Nicolas Didier de Télérama pense de son côté que « Le film se veut le contrepoint absolu des blockbusters avec superhéros. Ce qui intéresse le cinéaste n'est pas la destruction à tout-va, mais ses impacts sur l'Homme : sa conscience sociale héritée du cinéma des années 1970 force l'admiration ».
Stéphanie Belpêche du JDD est quant à elle moins positive à l'égard du film : « Effets pyrotechniques et caméra en mouvement permanent n’empêchent pas l’action de mettre un peu de temps à démarrer ». La critique parue dans Le Parisien est plutôt partagée : « Un blockbuster pyrotechnique ? Pas vraiment. Puisque la fameuse explosion ne survient qu'après trois quarts d'heure d'explications barbantes sur le fonctionnement d'une plate-forme... Trop tard. Dommage, parce que la seconde partie est haletante ». Thierry Chèze écrit quant à lui dans L'Express « Les quarante premières minutes sont interminables. Survient la catastrophe. Et un délire pyrotechnique qui désintègre toute ambition de cinéma au nom de l'efficacité reine ».

### Box-office
| Pays ou région    | Box-office      | Date d'arrêt du box-office | Nombre de semaines |
| ----------------- | --------------- | -------------------------- | ------------------ |
| États-Unis Canada | 61 433 527 $    | 15 décembre 2016           | 11                 |
| France            | 314 957 entrées | 1er novembre 2016          | 3                  |
| Total mondial     | 119 463 870 $   | 5 février 2017             | 18                 |

## Distinctions
- Oscars 2017 : nommé au prix des meilleurs effets visuels
- People's Choice Awards 2017 : nommé au prix du meilleur film dramatique

### Revue de presse
- Olivier Lamm, « Aux barils de leur vie. Loft. Dans son blockbuster humaniste, Peter Berg retrace du point de vue ouvrier les derniers instants d'une plateforme pétrolière. », Libération no 11008, SARL Libération, Paris, 12 octobre 2016, p. 31,  (ISSN 0335-1793)